# Кирха Святого Михаила в Нарве
Ки́рха Свято́го Михаи́ла в На́рве (эст. Narva Mihkli kirik) — лютеранская церковь в городе Нарва, центр исторического прихода Нарва Евангелическо-лютеранской Церкви Ингрии.

## История
Точная дата основания первой церкви в городе Нарве неизвестна. Первое упоминание о ней происходит в 1345 году. Храм был деревянным, построили его датчане.
Во второй половине XV века, в период господства Ливонского ордена, немцами в Нарве был построен каменный храм, который был освящён по католическому обряду в честь Святой Девы Марии.
В первой половине XVI века, в период Реформации, церковь переосвятили и она стала протестантской.
В 1581—1704 годах, в период шведского господства в Нарве были построены две кирхи, для шведской и финской лютеранских общин.
В XVII веке (за исключением 1642—1651 годов) Нарва являлась административным центром Ингерманландии.
С 1641 года в городе находилась постоянная резиденция суперинтендента Церкви Ингрии.
В 1646 году по указу шведской королевы Кристины в Нарве была учреждена провинциальная консистория Западной Ингерманландии.
В 1704 году к приходу Нарва был приписан капельный приход Косёмкина.
9 августа 1704 года Нарва была взята русскими войсками. Финская кирха сгорела, шведская кирха была переосвящена в православную Александро-Невскую церковь.
С 1708 года служба в Александро-Невской церкви стала совершаться только в день Св. князя Адександра Невского (а также — заказные ранние обедни), а немецкая кирха была преобразована в православный храм во имя Преображения Господня.
В 1726 году финский приход получил разрешение на строительство новой кирхи взамен разрушенной в 1704 году при штурме города.
В 1727 году строительство новой кирхи было закончено, она находилась в Новом городе и была освящена в честь Святого Михаила. Храм предназначался для финской и шведской общин, совместно принимавших участие в его строительстве. Кирха была деревянной и имела крестообразный план.
В 1733 году Александро-Невская церковь (бывший шведский храм), была передана немецкой общине.
9 августа 1773 года во время большого пожара финско-шведская кирха сгорела.
В 1805 году на северной окраине Старого города, рядом с провиантским магазином на бастионе Глория (в настоящее время ул. Вестервалли, 6) было завершено строительство новой каменной кирхи Святого Михаила финско-шведского прихода Нарва.
В 1898 году при храме была открыта богадельня на 12 мест.
В 1900—1910 годах службы в кирхе проводились 57 раз в год на финском, шведском и эстонском языках.
В 1920 году, в связи с разделением территории объединённого прихода Нарва-Косёмкина государственной границей с РСФСР, приход Косёмкина стал самостоятельным, а на части его территории отошедшей к Эстонии — так называемой Эстонской Ингерманландии, был образован новый лютеранский приход Церкви Ингрии — Калливиере.
В 1944 году во время боевых действий под Нарвой кирха была разрушена.
Руины храма окончательно были снесены в 1950-х годах.
В настоящее время в Нарве действует Нарвская Михайловская церковь (в народе именуемая Финской). Она расположена в здании бывшей маленькой Александровской церкви по адресу ул. Кренхольми 22.